# Johann Langmayr
Johann Langmayr (* 29. August 1910; † 1943 bei Stalingrad) war ein österreichischer Hürdenläufer, der sich auf die 110-Meter-Distanz spezialisiert hatte.
Bei den Europameisterschaften 1934 in Turin schied er im Halbfinale und bei den Olympischen Spielen 1936 in Berlin im Vorlauf aus.
1931, 1932 (mit seiner persönlichen Bestzeit von 14,9 s), 1934 und 1939 wurde er Österreichischer Meister.